# El Explorador (Kansas City)

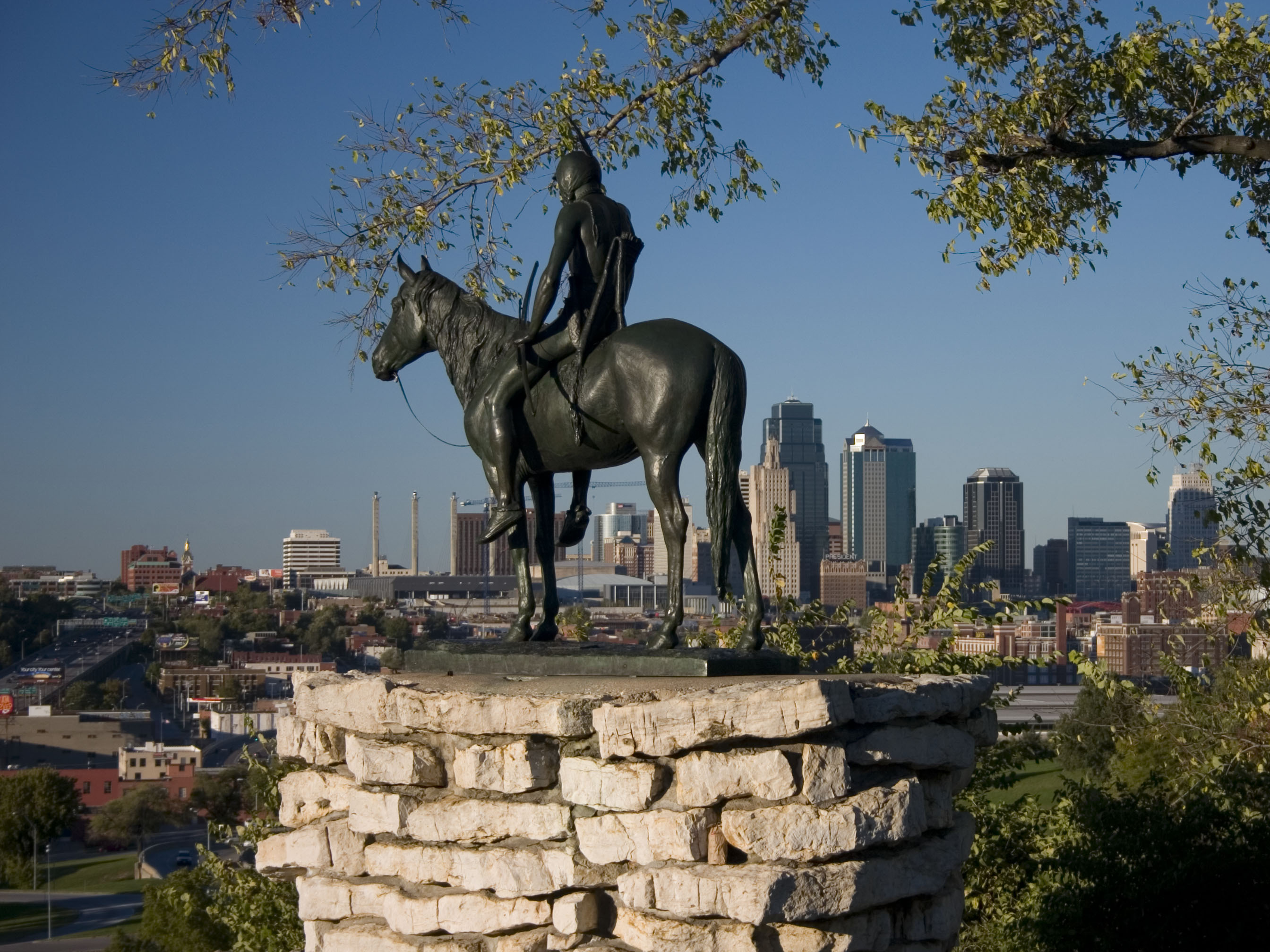
«El Explorador». Kansas City.

«El Explorador» («The Scout») es una famosa estatua de Cyrus Edwin Dallin en Kansas City, Misuri. Tiene más de 3 metros de altura, y representa a un indio sioux a caballo inspeccionando el paisaje. «El Explorador» fue concebido por Dallin en 1910 y expuesto en la Exposición Internacional de Panamá-Pacífico de 1915 en San Francisco, donde ganó una medalla de oro. En su camino de regreso al este, la estatua se instaló de manera temporal en el Penn Valley Park. La estatua resultó tan popular que se recaudaron 15 000 dólares en monedas de cinco centavos para comprarla a través de una campaña llamada «Los Chicos de Kansas City» («The Kids of Kansas City)». La estatua fue dedicada en 1922 como un monumento permanente a las tribus indias locales. Actualmente se encuentra al este del Southwest Trafficway en el Penn Valley Park, que está al sur del centro de Kansas City.
Varios elementos del área llevan el nombre de la estatua icónica, en particular, el Kansas City Scout, que es el sistema de alerta de tráfico electrónico del Área Metropolitana de Kansas City. También inspiró el nombre de los Kansas City Scouts de la Liga Nacional de Hockey y apareció en el logotipo del equipo.
En el Pabellón de los Estados Unidos de la Exposición Universal de 1992 en Sevilla hubo una réplica con la mitad del tamaño que fue regalada a la ciudad y que actualmente se encuentra en la avenida de Kansas City de Sevilla.